# Leguaan (scheepvaart)

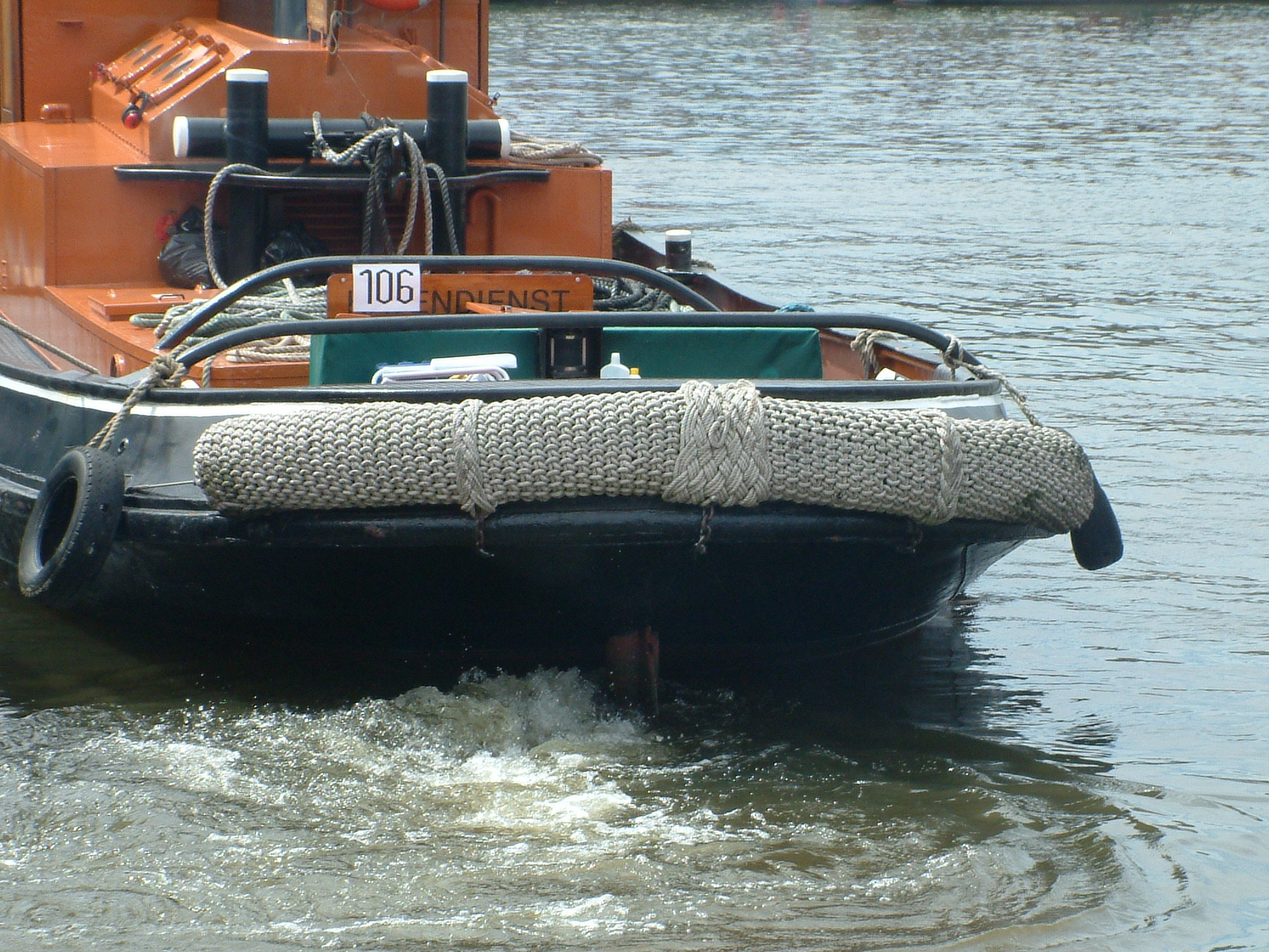
Op de achtersteven

Een leguaan is een worstvormig stootkussen dat vast op de voorsteven wordt bevestigd, van bakboord naar stuurboord en gemaakt is van gevlochten touw door middel van halve steken. Aan de binnenkant bevindt zich ketting of staaldraad waaromheen de leguaan gevlochten wordt. In het midden is hij dikker dan aan de uiteinden. Vroeger veel gebruikt op sleepboten, met name havensleepboten, die meestal ook een leguaan op de heksteven hadden bevestigd. Zodoende kon zonder schade een zeeschip tegen de kant of op koers worden geduwd. Tegenwoordig veel in gebruik op sloepen waarbij de leguaan ook veel op de kabelaring wordt gevlochten. Vroeger van hennep, tegenwoordig meestal van UV bestendig nylontouw.